# Lindsaeaceae
Lindsaeaceae, porodica papratnica raširena po svim kontinentima. Postoji ukupno 250 kopnenih i epifitskih vrsta  dio je reda osladolike. 
Porodica je opisana 1848 [1849]; tipični rod je Lindsaea. 

## Rodovi
1. Sphenomeris Maxon (3 spp.)
2. Odontosoria (C. Presl) Fée (35 spp.)
3. Nesolindsaea Lehtonen & Christenh. (2 spp.)
4. Osmolindsaea (K. U. Kramer) Lehtonen & Christenh. (7 spp.)
5. Tapeinidium (C. Presl) C. Chr. (19 spp.)
6. Xyropteris K. U. Kramer (1 sp.)
7. Lindsaea Dryand. (183 spp.)
8. ×Lindsaeosoria W. H. Wagner (0 sp.)